# Rhadinoceraea
Rhadinoceraea is een geslacht uit de orde van de vliesvleugeligen (Hymenoptera) en de familie van de bladwespen (Tenthredinidae). In Nederland zijn alleen waarnemingen van de Irisbladwesp (Rhadinoceraea micans) bekend.

## Soorten
- Rhadinoceraea aldrichi
- Rhadinoceraea bensoni
- Rhadinoceraea brysonensis
- Rhadinoceraea caucasica
- Rhadinoceraea ctenidium
- Rhadinoceraea fuscata
- Rhadinoceraea insularis
- Rhadinoceraea jacintensis
- Rhadinoceraea micans (Irisbladwesp)
- Rhadinoceraea nigra
- Rhadinoceraea nodicornis
- Rhadinoceraea nubilipennis
- Rhadinoceraea reitteri
- Rhadinoceraea sachalinensis
- Rhadinoceraea sibiricola
- Rhadinoceraea sodsensis
- Rhadinoceraea subarctica
- Rhadinoceraea utahensis
- Rhadinoceraea zigadenusae